# Putilla neozelanica
Putilla neozelanica är en snäckart som först beskrevs av Suter 1898.  Putilla neozelanica ingår i släktet Putilla och familjen Skeneidae. Inga underarter finns listade i Catalogue of Life.